# Dambenoît-lès-Colombe
Dambenoît-lès-Colombe es una comuna francesa situada en el departamento de Alto Saona, en la región de Borgoña-Franco Condado.

## Demografía
| 164 | 154 | 159 | 207 | 216 | 277 | 262 | 272 |
| Para los censos de 1962 a 1999 la población legal corresponde a la población sin duplicidades (Fuente: INSEE [Consultar]) |     |     |     |     |     |     |     |